# Krachia obeliscoides
Krachia obeliscoides is een slakkensoort uit de familie van de Cerithiopsidae. De wetenschappelijke naam van de soort is voor het eerst geldig gepubliceerd in 1885 door Jeffreys.